# Rubinoboletus
 (novembre 2013).
 (novembre 2013).
Si vous disposez d'ouvrages ou d'articles de référence ou si vous connaissez des sites web de qualité traitant du thème abordé ici, merci de compléter l'article en donnant les références utiles à sa vérifiabilité et en les liant à la section « Notes et références ».
Genre
Rubinoboletus ou bolet rubis est un genre de champignon de la famille des Boletaceae.

## Description
Le bolet rubis a une cuticule sèche, diversement colorée, et son sporophore a une chair ferme, immuable ou cyanescente. Son hyménium est adné ou décurrent, de couleur carmin ou rouge rosé. Il a une sporée rosâtre pâle dont les spores sont ellipsoïdes et phaséoliformes.

## Habitat
Le bolet rubis est trouvé en Europe où ce taxon est principalement localisé en Hongrie et Bulgarie, ainsi qu'en Ukraine, où il a été classé dans la liste rouge de l'UICN, mais aussi dans les parcs d'Angleterre.
Il s’associe en mycorhizes avec les Fagaceae (Chêne) et les Bétulacées (Charme) en Europe.